# 勝田 (青森市)
勝田（かった）は、青森県青森市の地名。現行行政地名は勝田一丁目及び勝田二丁目。郵便番号030-0821。「かつた」とも発音される。

## 地理
青森市内の中心地区に属する。北で橋本、北東で堤町、東で松原、南で奥野、西で中央と隣接する。平和公園など、文化的に様々な施設があり、隣接する松原から続く、文教地区的な景観を持つ地域であり、また、青森市民病院・青森みちのく銀行青森中央営業部などもあり、多彩な機能を持つ街区でもある。

### 地価
住宅地の地価は、2014年（平成26年）1月1日に公表された公示地価によれば、市勝田2-21-3の地点で60,600円/m2となっている。

## 歴史
勝田は、藩政時代から明治初年にかけてこの付近に存在した勝田村に由来する。市街地としては、戦後開発された地域であり、それ以前は田園風景が広がっていた。

## 施設
- 青森みちのく銀行青森中央営業部・国道支店
- 青森市民病院
- 東奥保育・福祉専門学院
- 青森准看護学院
- 東奥学園高等学校
- 青森市立浦町中学校
- 青森警察署勝田交番
- 平和公園
- 青森市医師会館
- 勝田稲荷神社
- 1号遊歩道緑地
- 勝田緑地